# 安倍則任
安倍 則任（あべ の のりとう）は、平安時代中期の武将。安倍頼時の子。安倍白鳥八郎則任とも。奥州藤原氏初代藤原清衡は甥にあたる。筑後国の川崎氏、宮部氏、黒木氏などは則任の末裔であるとする伝説がある。

## 登場作品
テレビドラマ
- 『炎立つ』（1993年-1994年、NHK大河ドラマ、演：安倍高志）